# Pachydactylus werneri
Pachydactylus werneri este o specie de șopârle din genul Pachydactylus, familia Gekkonidae, descrisă de Hewitt 1935. Conform Catalogue of Life specia Pachydactylus werneri nu are subspecii cunoscute.